# Neodawnaria woldai
Neodawnaria woldai är en insektsart som beskrevs av O'brien 1982. Neodawnaria woldai ingår i släktet Neodawnaria och familjen Derbidae. Inga underarter finns listade i Catalogue of Life.